# Dasypus novemcinctus
Tatou à neuf bandes, Tatou commun
Espèce
Statut de conservation UICN

 LC  : Préoccupation mineure
Le tatou à neuf bandes ou tatou commun (Dasypus novemcinctus)  est une espèce de tatous de la sous-famille des Dasypodinae. C'est l'espèce la plus répandue du genre. Il a été décrit par Linnaeus en 1758.

## Description de l'espèce

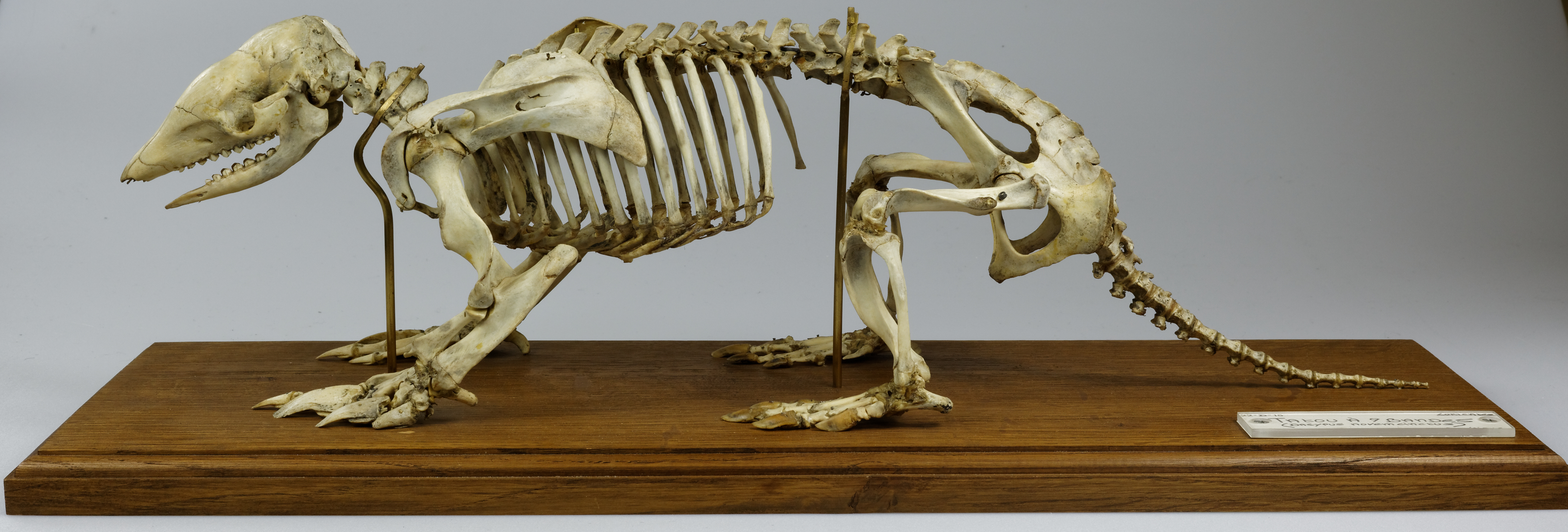
Squelette - UPMC

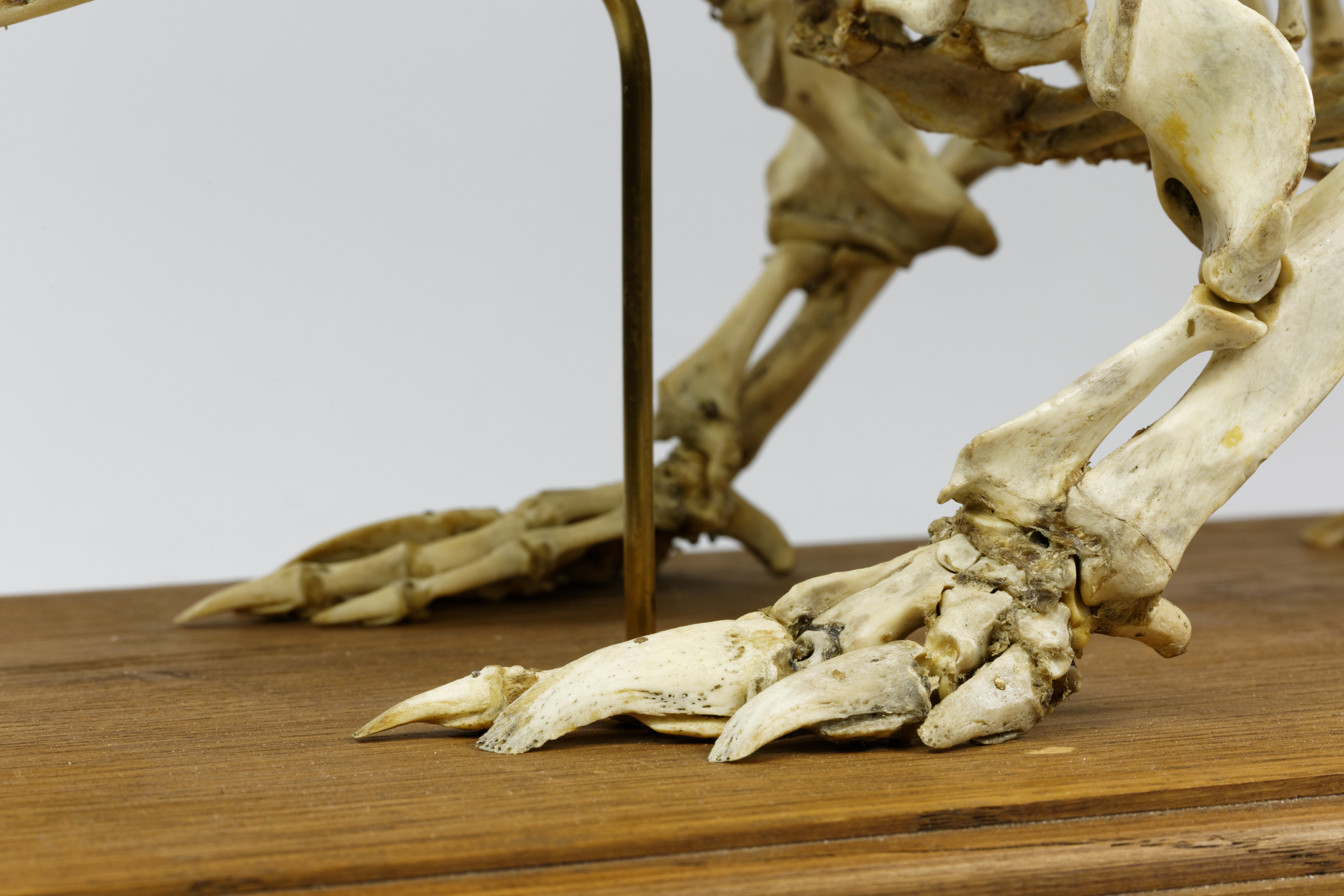
Vue détaillée d'une patte antérieure - UPMC

Le tatou à neuf bandes a une longueur sans la queue de 40  à   45 cm et une queue de 35  à   40 cm de longueur. Sa masse varie entre trois et huit kilogrammes.

## Liste des sous-espèces
Selon Mammal Species of the World (version 3, 2005)  (3 mars 2012) :
- sous-espèce Dasypus novemcinctus aequatorialis
- sous-espèce Dasypus novemcinctus fenestratus
- sous-espèce Dasypus novemcinctus hoplites
- sous-espèce Dasypus novemcinctus mexianae
- sous-espèce Dasypus novemcinctus mexicanus
- sous-espèce Dasypus novemcinctus novemcinctus

## Répartition

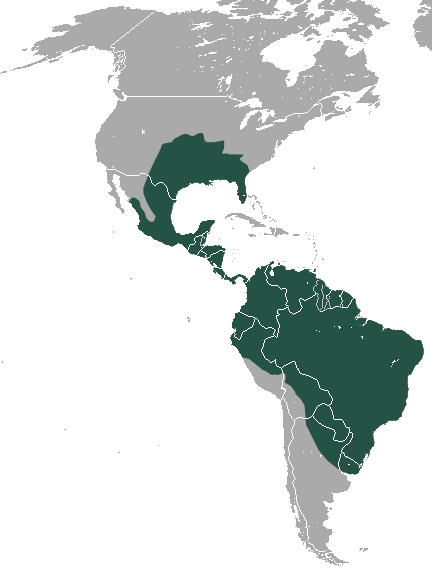
Répartition de l'espèce en Amérique.

Le tatou à neuf bandes compte, chez les tatous, l'une des aires de répartitions les plus grandes. En effet, on peut le retrouver de la côte est des États-Unis au sud de l'Uruguay.

## Reproduction
Dans le phénomène de polyembryonie monozygotique, un ovule fécondé unique aboutit à la formation de plusieurs embryons par partition du blastocyste en plusieurs parties égales après son implantation dans l’utérus. Ce mode de reproduction particulier a été rapporté chez les quatre espèces du genre Dasypus où il a été recherché : Dasypus novemcinctus, Dasypus sabanicola, Dasypus kappleri, Dasypus hybridus.
Ainsi, le tatou à neuf bandes (Dasypus novemcinctus) donne systématiquement naissance à des quadruplés génétiquement identiques.
L’apparition de la reproduction par polyembryonie systématique chez les tatous est généralement interprétée comme une réponse physiologique imposée par la forme particulière de l’utérus de ces espèces, qui ne présente qu’un seul site d’implantation pour le blastocyste.

## Sensibilité à la lèpre
Par ailleurs, au moins trois espèces du genre Dasypus (Dasypus novemcinctus, Dasypus hybridus et Dasypus sabanicola) sont connues pour faire partie des rares animaux, dont l’être humain, chez lesquels l’agent infectieux de la lèpre — le bacille Mycobacterium leprae — peut se développer naturellement et expérimentalement. Cette caractéristique remarquable, associée à la production systématique de portées clonales, confère aux tatous à long museau un intérêt biomédical indubitable. Ainsi, le tatou à neuf bandes (Dasypus novemcinctus) a été très tôt établi comme un animal modèle pour l’étude de la lèpre. Cependant, la production d’un vaccin efficace contre la lèpre s’est avérée difficile en utilisant cette espèce, essentiellement à cause de problèmes rencontrés dans la production in vivo de bacilles à pouvoir infectieux réduit.
En 2011, la preuve a été faite de la transmission à l'homme d'un bacille lépreux connu uniquement dans le sud des États-Unis (génome identique chez l'homme et chez le tatou),.